# Ankie Peypers
Johanna Annie (Ankie) Peypers (Amsterdam, 29 september 1928 – Cahors, 24 oktober 2008) was een Nederlands dichteres, schrijfster en journaliste.
Ze debuteerde op achttienjarige leeftijd met de bundel Zeventien, met daarin zeventien jeugdgedichten. In 1951 verscheen haar officiële debuut October. Sindsdien verschenen gedichtenbundels, vertalingen en enkele romans. Voor haar in 1961 verschenen debuutroman Geen denken aan ontving zij een jaar later de Anne Frank-prijs. In 1972 verscheen de verzamelbundel Gedichten 1951 - 1971.
Als journalist werkte ze voor De Vlam en Het Vrije Volk. Peypers was medeoprichter van het feministisch-literaire tijdschrift Surplus. Ze publiceerde regelmatig over de positie van vrouwen.
Peypers woonde vanaf 1990 in Frankrijk samen met uitgeefster An Dekker.
- Biografisch Portaal: 35071010
- Digitale Bibliotheek voor de Nederlandse Letteren: peyp001
- Gemeinsame Normdatei: 172306507
- International Standard Name Identifier: 0000 0000 2734 9297
- Library of Congress Control Number: n87153928
- Nationale Bibliotheek van Israël: 987007318294105171
- Nederlandse Thesaurus van Auteursnamen: 070232008
- Virtual International Authority File: 264068532
- WorldCat: E39PBJfGR7xTDMgQVHDhxcQyVC